# Belizes premierministre
Belize blev selvstændig i 1981. Belizes premierministre har været:

## Koloniet British Honduras
- George Cadle Price (1961-73)

## Koloniet Belize
- George Cadle Price (1973-81)

## Belize
- George Cadle Price (1981-84)
- Manuel Esquivel (1984-89)
- George Cadle Price, 2. gang (1989-93)
- Manuel Esquivel, 2. gang (1993-98)
- Said Musa (1998-2008)
- Dean Barrow (2008–2020)
- Johnny Briceño [siden 2020)